# 長沢村 (新潟県中頸城郡)
長沢村（ながさわむら）は、かつて新潟県中頸城郡にあった村。

## 沿革
- 1889年（明治22年）4月1日 - 町村制施行に伴い中頸城郡長沢村が村制施行し、長沢村が発足。
- 1901年（明治34年）11月1日 - 中頸城郡瑞穂村と合併し、猿橋村となり消滅。